# Steinbach (Wartburgkreis)
Steinbach (Wartburgkreis) este o comună din landul Turingia, Germania.